# Rasmus Søjberg Pedersen
Rasmus Søjberg Pedersen (Esbjerg, 9 juli 2002) is een Deens wielrenner.

## Carrière
In 2021, als eerstejaars belofte, werd Pedersen onder meer zesde in de GP Himmerland Rundt en vijfde in de Skive-Løbet. Een jaar later werd hij nationaal kampioen op de weg bij de beloften. Die titel prolongeerde hij weer een jaar later met succes.
In 2024 maakte Pedersen de overstap van CIC U Nantes Atlantique naar de opleidingsploeg van Decathlon AG2R La Mondiale. In maart van dat jaar werd hij, achter Matthew Brennan en Lorenzo Conforti, derde in de Trofej Poreč. Later die maand werd hij negende in de Youngster Coast Challenge en won hij twee etappes in de Olympia's Tour.

## Overwinningen
2022
 Deens kampioen op de weg, beloften
2023
 Deens kampioen op de weg, beloften
2024
4e en 5e etappe Olympia's Tour
GP Herning
 Deens kampioen op de weg, elite

### Resultaten in voornaamste wedstrijden
|      | \| Jaar \| Ronde van Vlaanderen \| Parijs-Roubaix \| Omloop Het Nieuwsblad \| \| ---- \| -------------------- \| -------------- \| --------------------- \| \| 2025 \| 64e \| 31e \| 13e \| |                |                       |
| Jaar | Ronde van Vlaanderen | Parijs-Roubaix | Omloop Het Nieuwsblad |
| 2025 | 64e | 31e            | 13e                   |

## Ploegen
- 2022 –  BHS-PL Beton Bornholm
- 2023 –  CIC U Nantes Atlantique
- 2024 –  Decathlon AG2R La Mondiale Development Team
- 2025 –  Decathlon AG2R La Mondiale Team